# Václav Hegr
Václav Hegr (27. prosince 1952, Polička – 4. července 2020, Červený Kostelec) byl český římskokatolický duchovní a církevní právník.

## Život
Na kněze byl vysvěcen 27. června 1981 v katedrále Svatého Ducha v Hradci Králové. Působil v Červeném Kostelci jako farní vikář, od roku 1983 jako administrátor ve Slavoňově, Zvoli, Studnici a později ve Velké Jesenici. V roce 1989 se stal administrátorem v České Skalici, kde byl roku 1995 ustanoven farářem. V roce 2004 se stal sídelním kanovníkem Katedrální kapituly při chrámu Svatého Ducha v Hradci Králové (s označením peritus iuris - ochránce spravedlnosti) a v letech 2007 až 2019 byl okrskovým vikářem vikariátu Náchod. V roce 2010 ho papež Benedikt XVI. zařadil mezi své kaplany s titulem monsignore.
Na Lateránské univerzitě v Římě dosáhl licenciátu kanonického práva. V letech 1995 až 2009 působil jako viceoficiál Interdiecézního soudu české církevní provincie se sídlem v Praze a od roku 2009 až do své smrti ve stejné funkci u Diecézního církevního soudu v Hradci Králové.
V závěru života trpělivě snášel vážné onemocnění. Dokud mu stačily síly, slavil denně soukromým způsobem mši svatou. Zemřel v Hospicu sv. Anežky České v Červeném Kostelci 4. července 2020. Zádušní mši svatou sloužil biskup Jan Vokál ve farním kostele v České Skalici dopoledne 11. července 2020. Poté byla rakev s ostatky Mons. Hegra převezena do katedrály v Hradci Králové, kde se pohřebními obřady s ním rozloučili členové katedrální kapituly. poté byl pohřben v kapitulní hrobce na královéhradeckém hřbitově v Pouchově.